# Lijst van voetbalinterlands Laos - Nepal
Deze lijst van voetbalinterlands is een overzicht van alle officiële voetbalwedstrijden tussen de nationale teams van Laos en Nepal. De landen hebben tot op heden zeven keer tegen elkaar gespeeld. De eerste ontmoeting, een vriendschappelijke wedstrijd, werd gespeeld in Vientiane op 29 mei 2016. Het laatste duel, een kwalificatiewedstrijd voor de Azië Cup 2027, vond plaats op 10 juni 2025 in de Laotiaanse hoofdstad.

## Wedstrijden
| № | Plaats    | Datum            | Competitie                 | Wedstrijd    | Uitslag |
| - | --------- | ---------------- | -------------------------- | ------------ | ------- |
| 1 | Vientiane | 29 mei 2016      | Vriendschappelijk          | Laos − Nepal | 1 − 1   |
| 2 | Kuching   | 12 november 2016 | AFC Solidarity Cup 2016    | Nepal − Laos | 2 − 2   |
| 3 | Kathmandu | 22 maart 2023    | Vriendschappelijk          | Nepal − Laos | 2 − 0   |
| 4 | Kathmandu | 31 maart 2023    | Vriendschappelijk          | Nepal − Laos | 2 − 1   |
| 5 | Kathmandu | 12 oktober 2023  | WK 2026 kwalificatie       | Nepal − Laos | 1 − 1   |
| 6 | Vientiane | 17 oktober 2023  | WK 2026 kwalificatie       | Laos − Nepal | 0 − 1   |
| 7 | Vientiane | 10 juni 2025     | Azië Cup 2027 kwalificatie | Laos − Nepal | 2 − 1   |

## Samenvatting
| Competitie            | Totaal gespeeld | Winst Laos | Gelijk | Winst Nepal | Doelsaldo Laos – Nepal |
| --------------------- | --------------- | ---------- | ------ | ----------- | ---------------------- |
| WK-kwalificatie       | 2               | 0          | 1      | 1           | 1 − 2                  |
| Azië Cup-kwalificatie | 1               | 1          | 0      | 0           | 2 − 1                  |
| AFC Solidarity Cup    | 1               | 0          | 1      | 0           | 2 − 2                  |
| Vriendschappelijk     | 3               | 0          | 1      | 2           | 2 − 5                  |
| Totaal                | 7               | 1          | 3      | 3           | 7 − 10                 |

LFF · 
A-internationals · 
Laotiaans vrouwenelftal
1960 – 1969 · 
1970 – 1979 · 
1980 – 1989 · 
1990 – 1999 · 
2000 – 2009 · 
2010 – 2019 ·
2020 − 2029
Afghanistan ·
Bangladesh ·
Bhutan ·
Brunei ·
Cambodja ·
China ·
Filipijnen ·
Guam ·
Hongkong ·
India ·
Indonesië ·
Iran ·
Jordanië ·
Kazachstan ·
Koeweit ·
Lesotho ·
Libanon ·
Macau ·
Malediven ·
Maleisië ·
Mongolië ·
Myanmar ·
Nepal ·
Oman ·
Oost-Timor ·
Qatar ·
Saoedi-Arabië ·
Singapore ·
Sri Lanka ·
Syrië ·
Taiwan ·
Thailand ·
Turkmenistan ·
Verenigde Arabische Emiraten ·
Vietnam ·
Zuid-Korea ·
Zuid-Vietnam
ANFA · A-internationals · Nepalees vrouwenelftal
1972 – 1989 ·
1990 – 1999 ·
2000 – 2009 ·
2010 – 2019 ·
2020 – 2029
Afghanistan ·
Algerije ·
Australië ·
Bahrein ·
Bangladesh ·
Bhutan ·
Brunei ·
Cambodja ·
China ·
Filipijnen ·
Hongkong ·
India ·
Indonesië ·
Irak ·
Iran ·
Japan ·
Jemen ·
Jordanië ·
Kazachstan ·
Kirgizië ·
Koeweit ·
Laos ·
Macau ·
Malediven ·
Maleisië ·
Mauritius ·
Myanmar ·
Noord-Korea ·
Oman ·
Oost-Timor ·
Pakistan ·
Palestina ·
Saoedi-Arabië · 
Singapore ·
Sri Lanka ·
Syrië ·
Tadzjikistan · 
Taiwan ·
Thailand · 
Turkmenistan ·
Verenigde Arabische Emiraten ·
Vietnam ·
Zuid-Korea